# Théâtre national de Grèce
Le théâtre national de Grèce (en grec moderne : Εθνικό Θέατρο, Ethnikó Théatro) est la principale institution publique théâtrale grecque fondée en 1880 à Athènes. L'institution a été ouverte en tant que théâtre royal sous l'impulsion du roi des Hellènes Georges Ier dans le but de promouvoir l'art du théâtre, la culture spirituelle et nationale. Le 3 mai 1930, l'institution est refondée par le gouvernement d'Elefthérios Venizélos et le ministre Geórgios Papandréou pour lui donner plus de prérogatives. Le Théâtre national travaille en coopération avec l'Opéra national. Son rôle est comparable à celui de la Comédie-Française en France.

## Missions
Ses objectifs sont principalement :
- L'étude, la recherche, l'enseignement et la diffusion du théâtre grec antique ;
- La promotion et le développement de la langue grecque ;
- La mise en scène et l'interprétation d'œuvres classiques ;
- La recherche de nouvelles formes d'expression théâtrale et scénique ;
- L'ouverture du monde du théâtre à la jeunesse ;
- L'éducation théâtrale, en coopération avec l'École d'art dramatique du Théâtre national de Grèce (en) ;
- La promotion des échanges théâtraux internationaux et de la collaboration étrangère.

## Histoire

### Fondation de l'institution
L'institution a été fondée en 1880 par le roi Georges Ier comme « Théâtre royal ». Le bâtiment est construit entre 1895 et 1901 à Athènes rue Agíou Konstantínou sur les plans de l'architecte Ernst Ziller. Le Théâtre national a commencé à étendre ses opérations en 1901 avec l'ouverture d'une école d'art dramatique. La même année, le Théâtre ouvre ses portes au public avec un monologue de la pièce de théâtre de Dimítrios Vernardákis (en) Maria Dozapatri et deux comédies grecques en un acte : La mort de Périclès de Dimítrios Koromilás (el) et une seconde de Charálambos Ánninos. Après la première représentation, le théâtre a commencé à gagner en popularité parmi les classes moyennes supérieures et supérieures de la Grèce et a mis en scène plus de productions. L' un des plus célèbres de la période était une tragédie d'Eschyle, Oreste, mis en scène dans une traduction en prose par Geórgios Sotiriádis (de), ce qui n'a pas été sans heurts. En effet, la réalisation de la pièce a déclenché un long conflit linguistique, entre les partisans d'une langue pure savante, la katharévousa et le grec démotique moderne. Des étudiants de l'École de philosophie de l'Université d'Athènes, incités par leur professeur de littérature classique Geórgios Mistriótis (el), ont défilé le 8 novembre 1903 sur l'avenue Agíou Konstantínou dans le but d'arrêter la représentation. Les manifestations ont très vite dégénéré et se sont soldées par l'intervention houleuse de la police. Au total, l'évènement causa la mort d'un étudiant et fit dix blessés. La question linguistique n'est pas à sous-estimer dans les milieux culturels grecs de l'époque, et dure pendant tout l'Entre-deux-guerres : l'actrice Maríka Kotopoúli refuse de jouer des pièces écrites en grec moderne.

### Création du Théâtre national
Le 30 mai 1932, le ministre chargé des Affaires Culturelles, de l'Éducation et des Affaires religieuses du gouvernement Venizélos, Geórgios Papandréou, réforme en profondeur l'institution : il le renomme en « Théâtre national hellénique » (jugé plus consensuel à l'époque du régime républicain alors en vigueur). Les missions du Théâtre national ne sont plus simplement de faire vivre la culture théâtrale, mais aussi de l'enseigner et de la diffuser. Kostís Bastiás (el), écrivain, journaliste et éditeur alors très en vue, est le nouveau directeur de l'institution : c'est d'ailleurs à lui que la Grèce doit la création, en 1938, d'une grande exposition d'art panhellénique qui contribue grandement à la diffusion de la culture grecque contemporaine. Une nouvelle génération d'acteurs grandit au sein de l'institution et participe à renouveler le style théâtral de l'époque, alors très ancrée dans le renouveau des textes antique : tandis qu'Emílios Veákis (en) (qui fut d'ailleurs un membre actif de la résistance communiste pendant la Deuxième Guerre mondiale) s'illustre dans Œdipe roi de Sophocle, Katína Paxinoú introduit le théâtre moderne français avec le drame Femme nue d'Henry Bataille, Eléni Papadáki (en) le théâtre italien avec la pièce Six personnages en quête d'auteur de Pirandello et Aléxis Minotís le théâtre élisabéthain (Le Marchand de Venise, Hamlet, Macbeth), scandinave (Peer Gynt d'Edvard Grieg) et allemand (Mère Courage et ses enfants de Bertolt Brecht).
En 1939, l'Opéra national de Grèce (Εθνική Λυρική Σκηνή) est créé pour décharger le Théâtre national de la partie musicale.

### Seconde Guerre mondiale
Durant la guerre, l'institution est fermée par l'Occupant. Néanmoins, une représentation a lieu en 1942 de l'opéra Tosca de Puccini, durant laquelle Maria Callas fait sa première apparition sur les planches du théâtre. En 1943, Eléni Papadáki joue à l'odéon d'Hérode Atticus une pièce d'Euripide, Hécube, réalisée par le metteur en scène Sokrátis Karantinós.
En raison de l'instabilité politique et du contexte de la guerre civile grecque, le théâtre déménage rue de l'Académie au Théâtre d'Olympie. Melina Mercouri y joue en 1948 un drame de l'espagnol Martinez Sierra, Craddle Song.

### Période contemporaine

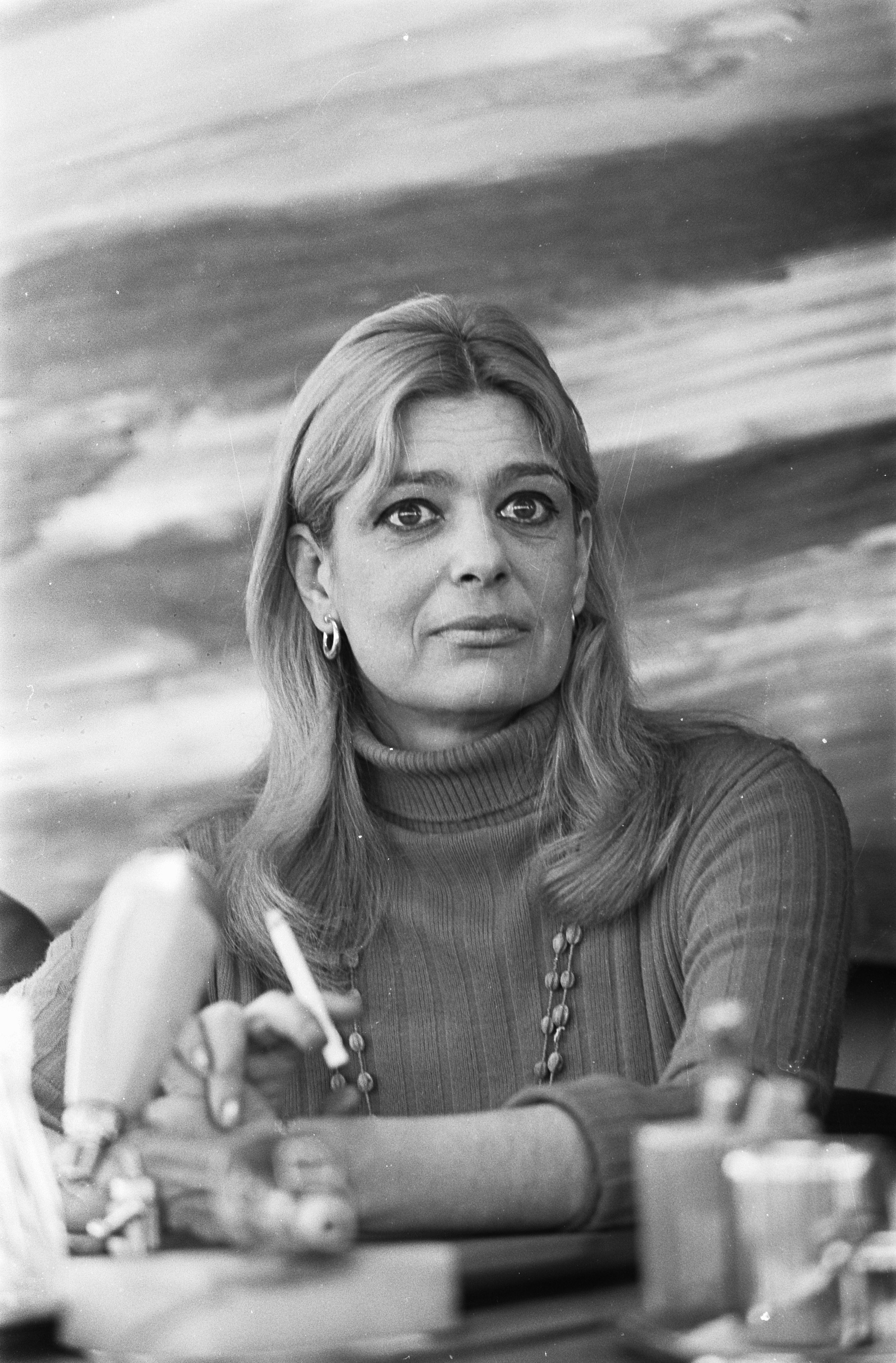
Melina Mercouri joua beaucoup au Théâtre national.

En 1953, le théâtre retrouve son rôle prééminent dans la vie intellectuelle grecque et athénienne, avec le succès triomphal de la pièce de Grigórios Xenópoulos, Le Secret de la Comtesse Valerena. En pleine Reconstruction, des pièces antiques sont réappropriées par des metteurs en scène comme Aléxis Solomós (el), María Aróni (en) et Christóforos Nézer (en). Le style contemporain de la musique de Lysistrata d'Aristophane est choisie par Mános Chatzidákis et participe à cette réappropriation de l'héritage de l'Hellade classique. En 1956, le Faust de Goethe est un vrai succès.
Durant la Dictature des colonels, les pièces grecques sont privilégiés sur les autres, conformément à la nouvelle politique nationaliste du régime. Cela n'empêche pas Mános Katrákis de monter la pièce Don Quichotte en 1972. Les évènements de 1974 (invasion turque de Chypre, Coup d'État à Chypre) oblige le théâtre à momentanément interrompre ses pièces en raison de la mobilisation qui est décrétée. Le calme revient après le renversement du régime et la restauration de la démocratie sous l'égide de Konstantínos Karamanlís.
Dans les années 1980, le théâtre absurde avec Samuel Beckett (Oh les beaux jours) et le symbolisme avec Maurice Maeterlinck (L'Oiseau bleu) font leur entrée au répertoire. Un théâtre pour enfants ouvre afin de sensibiliser la jeunesse à l'art du spectacle. Les grèves de 1991 paralysent temporairement les activités du théâtre, qui ne pourront reprendre que quelques mois plus tard.
Les années 1990 sont la période de développement de multiples activités pour le Théâtre national : en 1995, le Théâtre des Enfants est inauguré et la première pièce jouée est La Belle au bois dormant de Charles Perrault. Un an plus tard, un théâtre d'Art Expérimental est créé en parallèle aux autres activités du Théâtre national. Au début de l'an 2000, le théâtre devient membre de la Convention européenne du théâtre, rejoignant ainsi 23 autres théâtres du continent.
En 2006, le théâtre est intégralement restauré. En 2016, une initiative des gouvernements grecs et chypriotes conduit à une première production conjointe entre le Théâtre hellénique et le Théâtre de Chypre. Il s'agit d'Antigone de Sophocle, réalisée par Státhis Livathinós (el).
Du 16 au 30 juillet 2017, le premier atelier international sur le théâtre antique se tient à Delphes, en collaboration avec le Centre culturel européen.
Début février 2021, Dimítris Lignádis (el), acteur et metteur en scène qui occupait la fonction de directeur artistique du Théâtre national grec, démissionne de la tête de l'institution, dénonçant le « climat toxique de rumeurs, d'insinuations et de fuites » lié à son nom. Le même mois, il est placé en garde à vue étant soupçonné d’abus sexuels sur mineurs. Selon le site d’information de gauche Documento (el), des enfants réfugiés, auxquels le metteur en scène donnait des cours de théâtre, figuraient parmi les victimes. Sofía Vgenopoúlou, la directrice du programme mis en place par le Théâtre national, a tenu à préciser que « durant cette période, Dimítris Lignádis n’a jamais été impliqué ni dans la conception, ni dans l’organisation, ni dans l’enseignement d’un quelconque atelier du Théâtre national à destination de mineurs ou même d’adultes ».

## Répertoire

Le logo actuel de l'institution.

Le registre choisi a beaucoup évolué au cours du temps. Les pièces issues du théâtre antique grec ont beaucoup été privilégiées jusqu'au début des années 1930, date à laquelle le théâtre devient national. À partir de cette période, les metteurs en scène s'ouvrent au théâtre européen (Shakespeare avec Othello ou le Maure de Venise, Molière avec Le Noble Villageois, Henrik Ibsen avec Vampires, Anton Tchekhov avec Oncle Vania). Cette ouverture au théâtre étranger se prolonge durant les années 1950 et 1960 : on joue des pièces françaises (Marivaux, Astuces érotiques), allemandes (Schiller, Marie Stuart), espagnoles (Alejandro Casona, La Dame de l'aube), russes (Leonid Andreïev, Anthi), italiennes (Luigi Pirandello, La Volupté de l'honneur). Parallèlement, le théâtre antique est réinterprété par Aléxis Minotís, Kostís Michailídis (el) et Michális Boúchlis.
Plusieurs scènes de l'institution sont dédiées à différents types de répertoire :
- La scène centrale pour le théâtre classique ;
- La nouvelle scène et la scène Piramatikí, pour le théâtre expérimental ;
- La scène Kotopoúli depuis 1991 et la scène Paxinoú depuis 1995.

## Lieux de spectacles

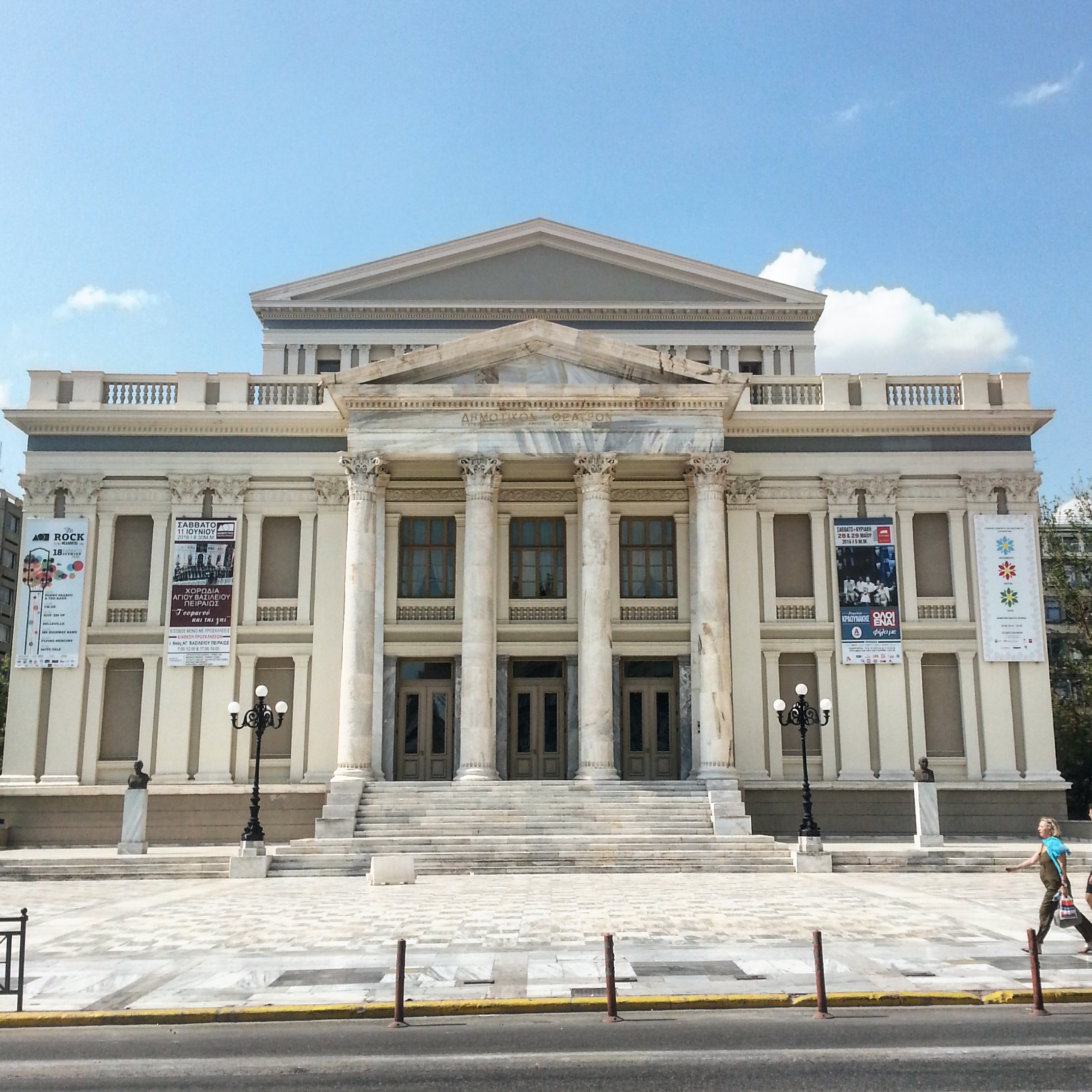
Le théâtre du Pirée.

Le Théâtre royal ouvre ses portes dans un bâtiment de style néoclassique, rue Agíou Konstantínou, à deux pas de la place Omónia. La construction est confiée à l'architecte germano-hellène Ernst Ziller, alors très en vogue. C'est le lieu historique où ont été données la plupart des grandes représentations, bien que les théâtres antiques (odéon d'Hérode Atticus par exemple) ont été utilisés à de nombreuses reprises par les metteurs en scène.
Le Théâtre municipal du Pirée, construit par l'architecte Ioánnis Lazarímos (el) en 1895, sert depuis la fin de la guerre d'annexe et de théâtre complémentaire. Il dispose de 600 places.